# Japon aux Jeux olympiques de 1912
Le Japon participe aux Jeux olympiques d'été de 1912 à Stockholm en Suède.
L'équipe olympique japonaise, composée de deux sportifs, ne gagne aucune médaille.

## Contexte

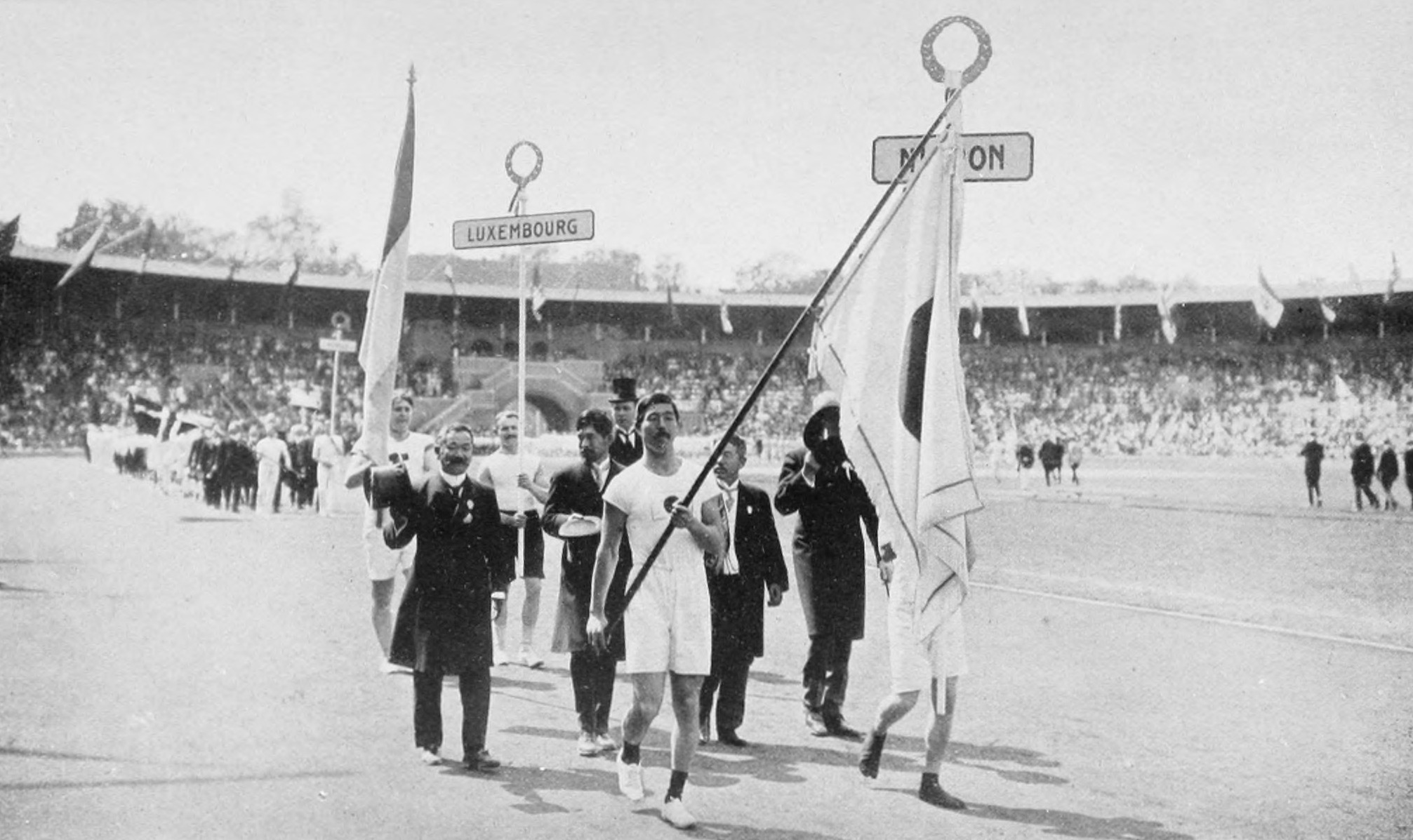
La délégation japonaise lors de la cérémonie d'ouverture des Ve Jeux olympiques d'été.

Aucune délégation du continent asiatique n'a participé aux quatre éditions précédentes des Jeux olympiques d'été. Afin d'honorer la volonté du fondateur du Comité international olympique, Pierre de Coubertin, de créer des Jeux planétaires, le comité olympique suédois lance une invitation au gouvernement du Japon qui s'empresse de répondre favorablement en adhérant au Comité international olympique puis en créant l'Association japonaise du sport amateur.

## Résultats

### Athlétisme
Courses
| Athlète         | Épreuve  | Séries      | Séries      | Demi-finales | Demi-finales | Finale  | Finale  |
| Athlète         | Épreuve  | Temps       | Rang        | Temps        | Rang         | Temps   | Rang    |
| --------------- | -------- | ----------- | ----------- | ------------ | ------------ | ------- | ------- |
| Mishima Yahiko  | 100 m    | ?           | 5e          | Éliminé      | Éliminé      | Éliminé | Éliminé |
| Mishima Yahiko  | 200 m    | ?           | 5e          | Éliminé      | Éliminé      | Éliminé | Éliminé |
| Mishima Yahiko  | 400 m    | 55.5        | 2e          | DNS          | DNS          | Éliminé | Éliminé |
| Kanakuri Shizō, | Marathon | Non courues | Non courues | Non courues  | Non courues  | DNF     | DNF     |

## Source de la traduction
- (en) Cet article est partiellement ou en totalité issu de l’article de Wikipédia en anglais intitulé « Japan at the 1912 Summer Olympics » (voir la liste des auteurs).